# Шамар Мипам Чьодруб Гямцо
Шамар Мифам Чьодруб Гямцо (1742 – 1792), десетият поред регент на линията Карма Кагю на Тибетския Будизъм се ражда като брат на Панчен Лама от школата Гелуг. Малкият Тулку непринудено разказва за предишните си животи за изумление на своите родителите. Скоро бива разпознат от Тринадесетия Кармапа Дюдюл Дордже и Осмия Тай Ситупа, за да бъде съответно интронизиран и обучен в приемствеността на линията, но също така и за да получи широко образование. След интензивно пътуване и преподаване предимно в източнотибетската провинция Кхам той се завръща при основния си учител Кармапа.
През следващите години будистките школи все повече се замесват в борба за политическо влияние. След смъртта на 11-ия Далай Лама неговите регенти дори преследват Шамарпа и много Карма Кагю манастири биват присвоени от Гелуг. До края на живота си Шамар Мифам Чьодруб Гямцо е изгнаник в Непал, а следва и строга забрана за неговото разпознаване и интронизация, продължила 159 години до официалното признаване на Четиринадесетия Шамарпа.